# پیست موجلو
پیست موجلو (ایتالیایی: Autodromo Internazionale del Mugello) یک پیست ورزش‌های موتوری در توسکانی، ایتالیا است.
این پیست که معمولاً برای مسابقات موتورسواری استفاده می‌شود در سال ۱۹۷۴ میلادی تأسیس شده و ۵۰٬۰۰۰ نفر ظرفیت دارد.

## نگارخانه

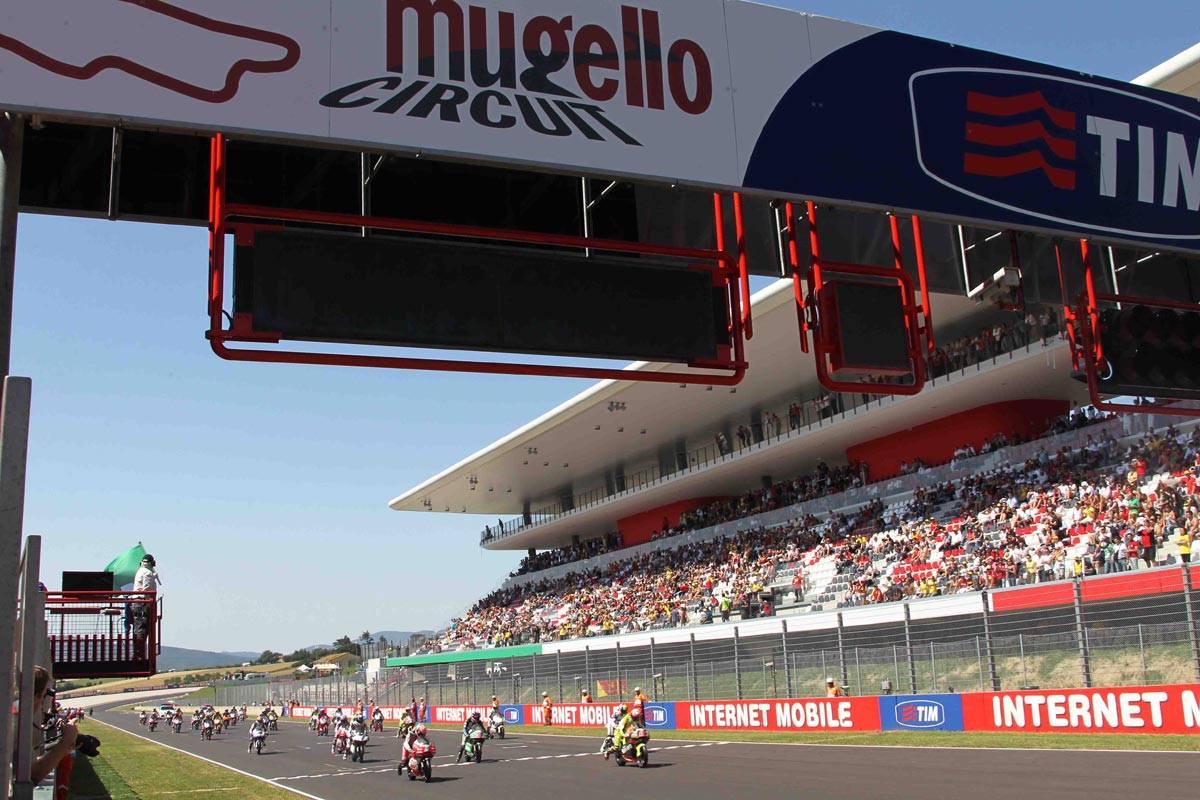
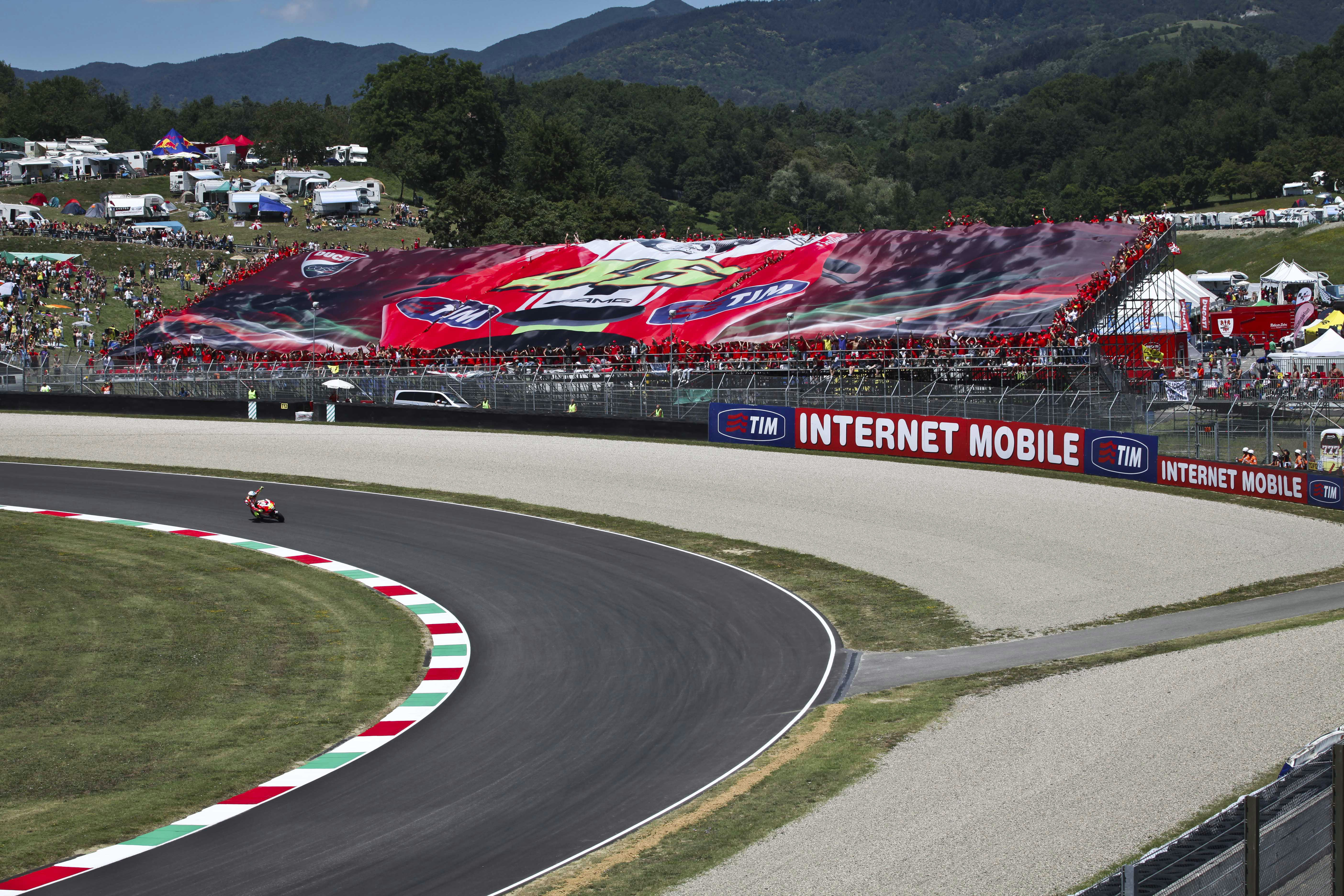